# كأس البرازيل 2003
كأس البرازيل 2003 هو الموسم 15 من كأس البرازيل. أقيم خلال الفترة 5 فبراير 2003 وحتى 11 يونيو 2003، وأشرف على تنظيمه اتحاد البرازيل لكرة القدم، وكان عدد الأندية المشاركة فيه 64، وفاز فيه نادي كروزيرو.